# Derek Bond
Derek William Douglas Bond (Glasgow, 26 gennaio 1920 – Londra, 15 ottobre 2006) è stato un attore e sindacalista britannico.

## Biografia
Nato il 26 gennaio 1920 a Glasgow, in Scozia, Bond ha frequentato la Haberdashers' Aske's Boys' School a Hampstead, Londra.
Ha goduto di una carriera variegata nel cinema, nel teatro e in televisione, iniziata nel 1938 con l'esperienza presso la Finchley Amateur Dramatic Society. Il suo aspetto convenzionale gli ha assicurato numerosi ruoli, sia drammatici che in commedie leggere. Ha lasciato un'impressione duratura nel ruolo-titolo nella produzione degli Ealing Studios di Nicholas Nickleby (1947).
Bond si è sposato tre volte. Morì il 15 ottobre 2006 al St George's Hospital di Tooting, Londra, e gli sopravvissero la terza moglie Annie, un figlio, una figlia e un figliastro.

## Filmografia parziale

### Cinema
- The Captive Heart, regia di Basil Dearden (1946)
- I misteri di Londra (The Life and Adventures of Nicholas Nickleby), regia di Alberto Cavalcanti (1947)
- The Loves of Joanna Godden, regia di Charles Frend (1947)
- Uncle Silas, regia di Charles Frank (1947)
- Atterraggio forzato (Broken Journey), regia di Ken Annakin e Michael C. Chorlton (1948)
- The Weaker Sex, regia di Roy Ward Baker (1948)
- La tragedia del capitano Scott (Scott of the Antarctic), regia di Charles Frend (1948)
- Marry Me!, regia di Terence Fisher (1949)
- Cristoforo Colombo (Christopher Columbus), regia di David MacDonald (1949)
- Poet's Pub, regia di Frederick Wilson (1949)
- Tony Draws a Horse, regia di John Paddy Carstairs (1950)
- The Quiet Woman, regia di John Gilling (1951)
- Distant Trumpet, regia di Terence Fisher (1952)
- The Hour of 13, regia di Harold French (1952)
- Love's a Luxury, regia di Francis Searle (1952)
- Trouble in Store, regia di John Paddy Carstairs (1953)
- Stranger from Venus, regia di Burt Balaban (1954)
- Tale of Three Women, regia di Paul Dickson e Thelma Connell (1954)
- Svengali, regia di Noel Langley (1954)
- High Terrace, regia di Henry Cass (1956)
- Rogue's Yarn, regia di Vernon Sewell (1957)
- 24 ore a Scotland Yard (Gideon's Day), regia di John Ford (1958)
- Stormy Crossing, regia di C.M. Pennington-Richards (1958)
- The Hand, regia di Henry Cass (1960)
- Saturday Night Out, regia di Robert Hartford-Davis (1964)
- Wonderful Life, regia di Cliff Richard (1964)
- Secrets of a Windmill Girl, regia di Arnold L. Miller (1966)
- Press for Time, regia di Robert Asher (1966)
- Ora zero: operazione oro (When Eight Bells Toll), regia di Étienne Périer (1971)
- Intimate Reflections, regia di Don Boyd (1974)
- Hijack!, regia di Michael Forlong (1975)

### Televisione
- Douglas Fairbanks, Jr., Presents – serie TV, episodio 3x35 (1955)
- The Errol Flynn Theatre – serie TV, episodio 1x02 (1956)
- Vacation Playhouse – serie TV, episodio 2x05 (1964)
- Il Santo (The Saint) – serie TV, episodio 5x19 (1967)
- Sherlock Holmes e il dottor Watson (Sherlock Holmes and Doctor Watson) – serie TV, episodio 1x08 (1979)